# Ненко Хранов
Ненко Хранов Маринов, по-известен като Ненко Хранов, е български опълченец и народен представител в следосвобожденска България.

## Биография
Ненко Хранов е роден през 1850 година в радомирското село Ракиловци. След Кримската война (1853 – 1856 г.) семейството му се преселва в Радомир.
Взема участие в Сръбско-турската война от 1876 година в четата на Панайот Хитов, на Ильо войвода и Желю войвода.
Включва се в доброволското българско опълчение в Руско-турската война, в състава на Шеста опълченска дружина под командването на подполковник Николай Александрович Беляев.
През Сръбско-българската война формира конна доброволческа чета, с която участва в Боя при Брезник. Награден е с орден „За храброст“ IV степен.
След Освобождението се установява да живее в град Радомир, където е учител и адвокат. Става основател и дългогодишен председател на Радомирското поборническо–опълченско дружество.
Ненко Хранов е народен представител в I, II, IV, V, и X Обикновено народно събрание, както и в III велико народно събрание. В Радомирска околия Хранов е бил известен на местните хора като „цар Ненко“. Историята на неговото прозвище става известна благодарение на Венцеслава Крумова от Регионалния исторически музей – Перник: При свикването на Великото народно събрание, в него попадат и много неграмотни хора от околията. Хранов открито се изразява срещу това и решава да ги подиграе: изпраща на един от депутатите от село Калище орден и грамота, уж подписани от тогавашния български княз Александър. Заради тази подигравка срещу него е поведен съдебен процес, в който Хранов сам се защитава. По този повод местните го смятат за една от най-забележителните личности за времето си.
Умира на 25 февруари 1936 г. в град Радомир.